# Alexandermosaik

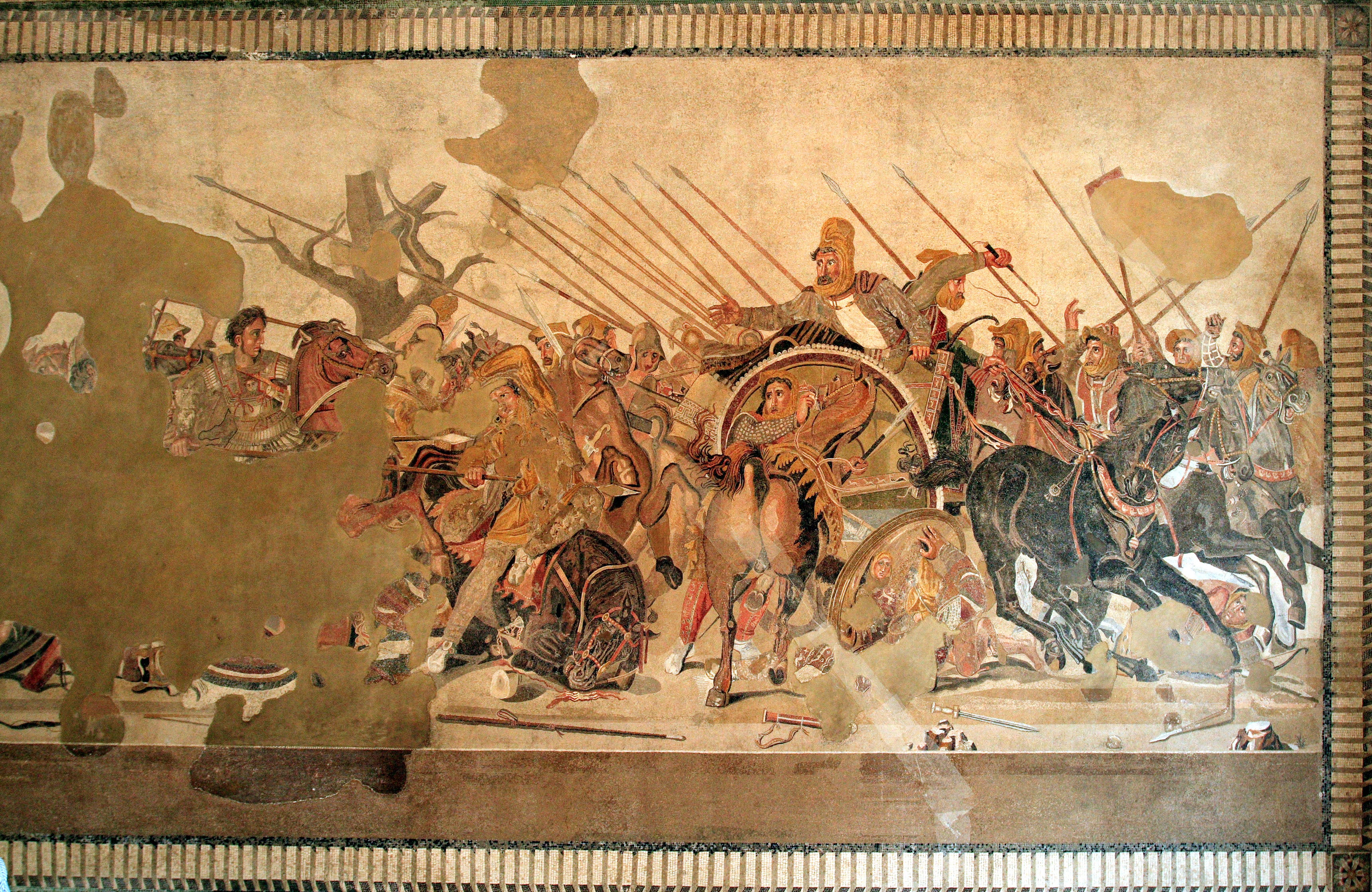
„Alexanderschlacht“ (Mosaik, Pompeji, ca. 150–100 v. Chr.)

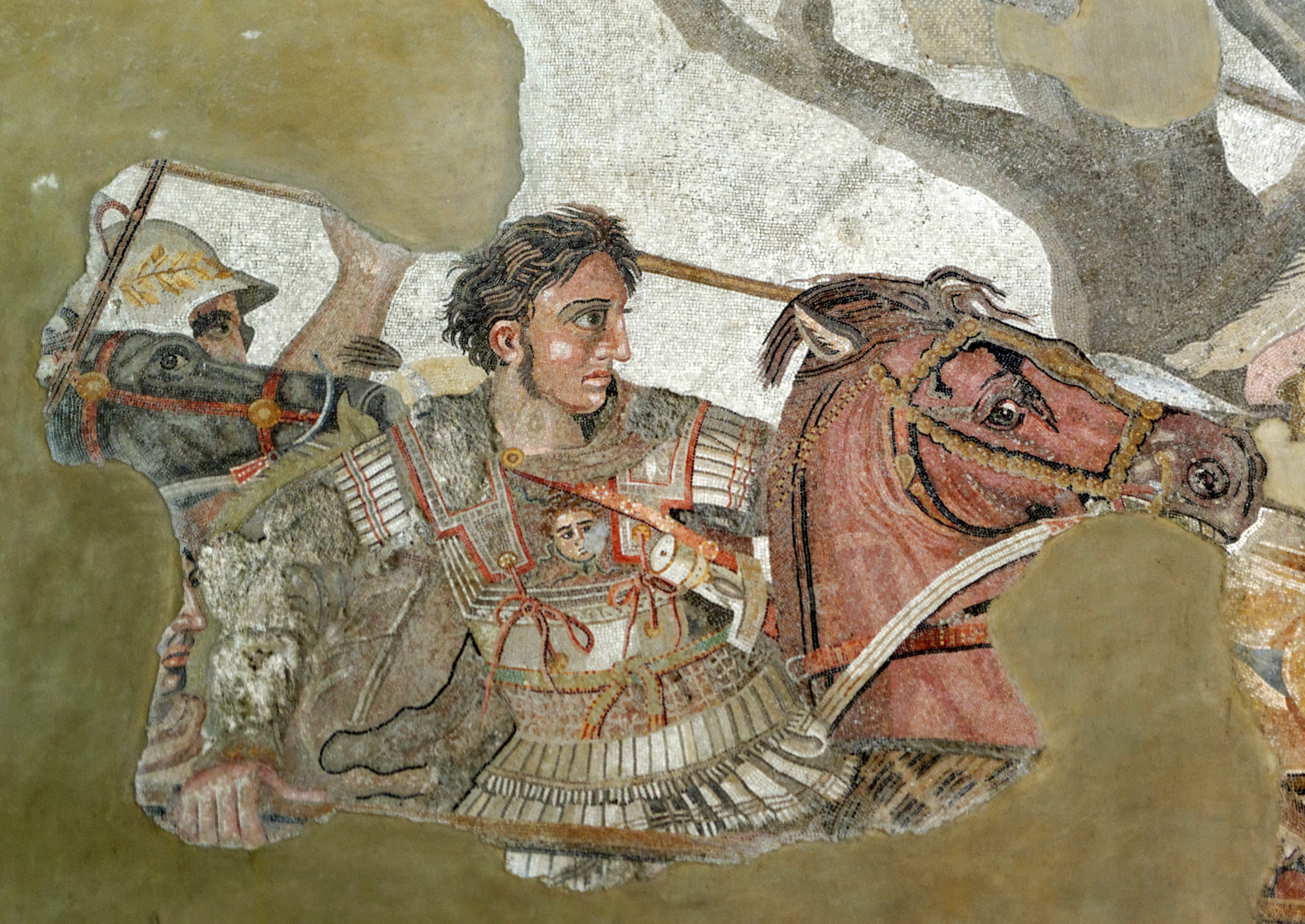
„Alexanderschlacht (Ausschnitt)“ (Mosaik, Pompeji, ca. 150–100 v. Chr.)

Das Alexander-Mosaik ist ein römisches Bodenmosaik aus der Zeit um  150–100 v. Chr. Es zeigt die Entscheidungssituation einer Schlacht zwischen den Armeen Alexanders des Großen und Dareios III. von Persien. Ursprünglich befand es sich in der Exedra der Casa del Fauno (Haus des Fauns) in Pompeji und wurde dort am 24. Oktober 1831 bei den Ausgrabungen entdeckt. Das Alexandermosaik ist heute im Archäologischen Nationalmuseum in Neapel ausgestellt. 
Eine originalgetreue Kopie wurde in jahrelanger Arbeit am Originalfundort in Pompeji angefertigt und ist heute dort wieder zu besichtigen.

## Historische Einordnung der Darstellung
Traditionell wurde in der Forschung angenommen, dass das Mosaik die Schlacht bei Issos (333 v. Chr.) zwischen den Heeren von Alexander dem Großen und Dareios III. darstellt. Andere Altertumswissenschaftler sind der Auffassung, dass es sich auch um die Schlacht von Gaugamela (331 v. Chr.) handeln kann, in der die beiden Herrscher erneut gegeneinander kämpften. Ein Argument dafür ist möglicherweise der vertrocknete Baum im Hintergrund, der auf die trockene Landschaft um Gaugamela verweisen könnte. Beide Könige stehen sich Angesicht zu Angesicht gegenüber: Links Alexander mit dem unbedingten Willen, den persischen Großkönig im Kampf zu treffen, rechts Dareios, auf den Feind zurückblickend, während sein Streitwagen bereits zur Flucht gewandt ist. Alexanders Brustpanzer ist mit einer Aigis verziert, einem Gegenstand der griechischen Mythologie, der den Kopf der Medusa (das Gorgoneion) zeigt und dem furchteinflößende und unheilabwehrende Wirkung zugeschrieben wurde.

## Vorlage und Geschichte des Mosaiks
Das 5,82 m × 3,13 m große Alexandermosaik besteht aus kleinen Steinchen, von denen etwa 5 bis 6 auf einen Quadratzentimeter kommen; im Ganzen sind es etwa 1 Million. Durch dichten Zusammenschluss bilden die Steine ein Farbkontinuum.
Das Mosaik ist zwischen der Mitte und dem Ende des 2. Jahrhunderts v. Chr. entstanden, als das Haus erbaut wurde, in dem es sich befand. Höchstwahrscheinlich folgt es einer Vorlage, die kurz nach dem dargestellten Ereignis entstand und heute nicht mehr erhalten ist. Hierfür spricht insbesondere die sehr authentische Darstellung der Ausrüstung und Bewaffnung der Perser, die einem Künstler des 2. Jahrhunderts, etwa 200 Jahre nach dem Alexanderzug, kaum noch bekannt gewesen sein kann. Bei dem Original könnte es sich um ein Gemälde des Philoxenos von Eretria handeln, der im 4. Jahrhundert v. Chr. lebte. Dies ist in der Forschung aber umstritten. So wurde auch vermutet (jedoch mehrheitlich abgelehnt), dass die Vorlage eine Arbeit einer Malerin namens Helene war, über die aber kaum etwas bekannt ist. Das Original war als Tafelbild vermutlich in eine Wand eingelassen.
Ebenfalls umstritten ist der Entstehungsort des Mosaiks. Möglicherweise stammen die noch in der Antike ausgebesserten Schäden am Werk vom Transport nach Pompeji (möglicherweise aus Griechenland) oder aber von einem früheren Erdbeben in der 79 n. Chr. verschütteten Stadt.

## Varia
In Martin Mosebachs Roman Krass besucht die Reisegruppe der Titelfigur das Museum und interpretiert das Mosaik.